# L'Enfant de la science
L'Enfant de la science (titre original : Beyond this horizon) est un roman de science-fiction américain de Robert A. Heinlein publié en feuilleton, d'avril à mai 1942, dans les colonnes du mensuel Astounding Science-Fiction puis publié sous forme de roman imprimé en 1948.

## Thème
Le roman se déroule dans un monde utopique ayant réalisé l'équilibre entre la nature humaine et la société. Cette utopie pratique un eugénisme par la manipulation génétique systématique, mais sans le moindre racisme. Elle régule tous les rapports humains avec des armes à feu. Une dispute ou un problème entre humains peut se régler avec un duel mortel ou pas. Les gens deviennent donc polis. Ceux qui refusent de porter des armes sont tenus de mettre un brassard et, par exemple, de toujours laisser passer une personne armée. En contrepartie, un homme armé n'agressera jamais une personne avec un brassard. Les femmes peuvent être armées. Ce n'est pas encouragé. L'économie est réglée par la quantité d'argent que des fonctionnaires décident d'injecter ou de retirer de la circulation. En général, il faut en mettre. Le souvenir d'une guerre assez terrible hante tous les habitants de l'Amérique. Elle s'est faite entre les individus américains et les fourmilières eurasiatiques. Les seconds ont d'abord gagné. Mais quelques individus décidés ont atteint les cerveaux des fourmilières et provoqué l'effondrement de l'adversaire. Il en est resté cette société d'hommes armés.

## Prix
L'Enfant de la science a reçu en 2018 le prix Hugo du meilleur roman 1943. Il s'agit d'un « Retro Hugo » attribué 75 ans après une année où la Convention mondiale de science-fiction n'avait pas décerné de prix.

## Éditions en français
- L'Enfant de la science, Gallimard, coll. « Le Rayon fantastique » no 20, 1953, trad. A. De Myn, 256 p., illustration de couverture par Troy